# Akiōta, Hiroshima
Akiōta (japanska: 安芸太田町?, Akiōta-chō) är en landskommun i Hiroshima prefektur i Japan. Kommunen bildades 2004 genom en sammanslagning av kommunerna Kake, Togouchi och Tsutsuga.